# Calamagrostis nudiflora
Calamagrostis nudiflora är en gräsart som först beskrevs av Joyce Winifred Vickery, och fick sitt nu gällande namn av Rafaël Herman Anna Govaerts. Calamagrostis nudiflora ingår i släktet rör, och familjen gräs.
Artens utbredningsområde är New South Wales. Inga underarter finns listade i Catalogue of Life.